# Rich Boy
Rich Boy, pseudonimo di Maurice Richards (Mobile, 2 settembre 1983), è un rapper statunitense.

## Carriera
La sua canzone più conosciuta è il suo singolo d'esordio Throw Some D's. L'album di debutto, l'eponimo Rich Boy, è stato pubblicato dalla Interscope Records nel marzo 2007 ed ha raggiunto la posizione numero 3 della classifica di vendita Billboard 200.
Nell'aprile 2013 ha pubblicato il suo secondo disco Break the Pot, che contiene le collaborazioni con Maino, Bobby V e altri artisti. Il disco non ha replicato il successo del precedente album.

## Discografia

### Album studio
- 2007 - Rich Boy
- 2013 - Break the Pot